# Велика Чорна (Новосибірська область)
Велика Чорна (рос. Большая Чёрная) — присілок у Болотнинському районі Новосибірської області Російської Федерації.
Входить до складу муніципального утворення Варламовська сільрада. Населення становить 350 осіб (2010).

## Історія
Згідно із законом від 2 червня 2004 року органом місцевого самоврядування є Варламовська сільрада.

## Населення
| 2002 | 2007 | 2010 |
| ---- | ---- | ---- |
| 391  | ↘387 | ↘350 |